# 陈小艳
陈小艳（1976年4月—），女，高山族，台湾台北人，中华人民共和国政治人物，现任中共铜川市委常委、铜川市人民政府副市长，中华全国青年联合会副主席。